# Personer i Sverige födda i Tjeckien
Till personer i Sverige födda i Tjeckien räknas personer som är folkbokförda i Sverige och som har sitt ursprung i Tjeckien. Enligt Statistiska centralbyrån fanns det 2017 i Sverige sammanlagt cirka 2 100 personer födda i Tjeckien. Staten Tjeckien var fram till 1993 en del av Tjeckoslovakien.

## Historik
I november 1938 mottogs de första flyktingarna från Tjeckoslovakien, tydligen som en följd av Münchenavtalet. Även i samband med Warszawapaktens invasion av Tjeckoslovakien 1968 sökte sig flyktingar från Tjeckoslovakien till Sverige. Flera tjeckiska idrottare, framför allt ishockeyspelare, har också sökt sig till svenska klubblag.

## Historisk utveckling

### Födda i Tjeckien
| Personer i Sverige födda i Tjeckien 2000–2024   | Personer i Sverige födda i Tjeckien 2000–2024 | Personer i Sverige födda i Tjeckien 2000–2024 | Personer i Sverige födda i Tjeckien 2000–2024 | Personer i Sverige födda i Tjeckien 2000–2024 |
| ----------------------------------------------- | --------------------------------------------- | --------------------------------------------- | --------------------------------------------- | --------------------------------------------- |
|                                                 |                                               |                                               |                                               |                                               |
| År                                              |                                               |                                               | Folkmängd                                     |                                               |
| 2000                                            | 2000                                          |                                               | 321                                           |                                               |
| 2001                                            | 2001                                          |                                               | 384                                           |                                               |
| 2002                                            | 2002                                          |                                               | 459                                           |                                               |
| 2003                                            | 2003                                          |                                               | 522                                           |                                               |
| 2004                                            | 2004                                          |                                               | 569                                           |                                               |
| 2005                                            | 2005                                          |                                               | 622                                           |                                               |
| 2006                                            | 2006                                          |                                               | 736                                           |                                               |
| 2007                                            | 2007                                          |                                               | 880                                           |                                               |
| 2008                                            | 2008                                          |                                               | 1 087                                         |                                               |
| 2009                                            | 2009                                          |                                               | 1 199                                         |                                               |
| 2010                                            | 2010                                          |                                               | 1 274                                         |                                               |
| 2011                                            | 2011                                          |                                               | 1 361                                         |                                               |
| 2012                                            | 2012                                          |                                               | 1 466                                         |                                               |
| 2013                                            | 2013                                          |                                               | 1 586                                         |                                               |
| 2014                                            | 2014                                          |                                               | 1 700                                         |                                               |
| 2015                                            | 2015                                          |                                               | 1 831                                         |                                               |
| 2016                                            | 2016                                          |                                               | 1 975                                         |                                               |
| 2017                                            | 2017                                          |                                               | 2 139                                         |                                               |
| 2018                                            | 2018                                          |                                               | 2 252                                         |                                               |
| 2019                                            | 2019                                          |                                               | 2 379                                         |                                               |
| 2020                                            | 2020                                          |                                               | 2 462                                         |                                               |
| 2021                                            | 2021                                          |                                               | 2 599                                         |                                               |
| 2022                                            | 2022                                          |                                               | 2 816                                         |                                               |
| 2023                                            | 2023                                          |                                               | 2 965                                         |                                               |
| 2024                                            | 2024                                          |                                               | 3 068                                         |                                               |
| Anm.: Befolkning den 31 december respektive år. |                                               |                                               |                                               |                                               |